# 安田純平
安田純平（日语：／ Yasuda Junpei，1974年3月16日—）是日本的自由身职业记者。

## 生平

### 早年
安田在埼玉县入间市出生，並在埼玉縣立川越高等學校、一桥大学的社會學院毕业。1997年加入信浓每日新闻 。
2002年3月到阿富汗作採訪，同年12月改到伊拉克。2003年1月離開信浓每日新闻公司並成為自由身記者。同年2月起在伊拉克的纳杰夫省、巴格达、萨玛沃作採訪。2004年4月被綁架，三日後獲釋。
2005年1月，安田到受苏门答腊地震破坏的亚齐省作採訪。同年亦到约旦、叙利亚、伊拉克。正值内战，安田在伊拉克作報導時遇到不少阻滯。2009年與Myu結婚。2012年到敘利亞報導内战。

### 被俘
2015年6月，安田由土耳其南部進入敘利亞西北部的伊德利卜省，20日至23日期間失去聯絡，相信被努斯拉阵线綁架 。2015年7月，外務大臣被富士電視台和东京电视台的记者追問安田純平事件，岸田文雄回覆「我暫時未收到任何日本人被綁架的消息」 。
2015年12月22日， 无国界记者發表聲明指「安田純平被敘利亞的武裝勢力拘留，希望事件盡快被解決」 。然而六日後，无国界记者以「未能證實消息真實」為由撤回有關聲明。
2016年3月17日，拘留安田的組織發放影片，證實安田被綁架，該武裝組織表示與伊斯兰国對立，並且發生衝突。
2016年5月29日，安田在一影片現身，並手持紙張表示「请帮帮忙，这是最后的机会」。
2016年6月29日，負責與武裝組織交涉的敘利亞男子決定退出談判。
2017年4月16日，「戰地記者關注組織」在東京舉行集會，呼籲政府展開行動救出安田。
2018年7月6日， 日本新闻网络透過消息人士獲得安田的近況和影片，拍攝的日期相信為2017年10月17日。
2018年7月中旬，一段長約20秒的影片被公開 ，一個貌似安田的男子表示「我的名字是Umar，是一名韓國人」，並提到自己「身處危險環境，希望被拯救」。至於該影片的真偽則未能被確認。
2018年7月底，再有新圖片曝光，一名貌似安田的男子被槍指著 。

### 釋放
2018年10月23日，内阁官房长官菅義偉召開紧急記者會，表示安田被釋放，土耳其政府正保護其人身安全。
2019年1月，安田向外務省申請補發護照，但同年7月外務省回覆因安田被禁止進入土耳其，依據護照法不予補發護照。安田表示不補發護照違反憲法保障基本人權，將提出異議審查。